# Helena Przywarska-Boniecka
Helena Przywarska-Boniecka (ur. 28 października 1921 w Ruszowie, zm. 2 maja 2009 we Wrocławiu) – polski chemiczka, wykładowca Uniwersytetu Wrocławskiego.

## Życiorys
Urodzona 28 października 1921 r. w Ruszowie, jej ojciec był nauczycielem. Początkowo wychowywała się w Zamościu, ale w 1926 r. rodzina przeniosła się do Wielkopolski. Ukończyła Liceum Matematyczno-Fizyczne w Poznaniu i w 1939 r. zdała egzaminy maturalne. W grudniu 1939 r. została wysiedlona z rodziną do Częstochowy, skąd przeniosła się do Zamościa, w którym pracowała w urzędzie gminy i uczyła na tajnych kompletach. W 1943 r. wyjechała na Podlasie obawiając się aresztowania i do końca wojny żyła w Białej koło Radzynia, gdzie pracowała w urzędzie gminy.
W maju 1945 r. rozpoczęła studia chemiczne na Wydziale Matematyczno-Przyrodniczym Uniwersytetu Poznańskiego. W trakcie studiów wykonywała różne prace, by móc się utrzymać. W 1947 r. podjęła pracę w Gimnazjum Handlowym w Poznaniu, a potem w Ośrodku Szkoleniowym Rzemiosł Budowlanych, ale w czasie przygotowywania pracy magisterskiej zrezygnowała z pracy zawodowej. Stopień magistra filozofii w zakresie chemii uzyskała w 1951 r., ale jeszcze 1 października 1950 r. została pracownikiem w Katedrze Chemii Ogólnej (potem Katedrze Chemii Nieorganicznej) Uniwersytetu Wrocławskiego.
W 1961 r. na podstawie pracy „Odwracalne wiązanie tlenu przez kompleksy renowe” uzyskała stopień doktora i przeszła do pracy w Zakładzie Badań Strukturalnych Instytutu Chemii Fizycznej PAN. W 1964 r. powróciła na UWr i w 1968 r. habilitowała się pracą „Struktura i własności ftalocjaninowych kompleksów metali przejściowych grupy VII”. W czerwcu 1987 r. uzyskała tytuł profesora nadzwyczajnego. W swojej karierze była m.in. kierownikiem Zakładu Podstaw Chemii i Dydaktyki Chemii. 30 września 1992 r. przeszła na emeryturę.
Promotor 40 prac magisterskich i dwóch doktorów. Prowadziła badania z dziedziny chemii bionieorganicznej, w tym nad własnościami hemoglobiny, metaloenzymów hemowych oraz białek osocza. Była członkiem Polskiego Towarzystwa Chemicznego i Polskiego Towarzystwa Biochemicznego.
Zmarła 2 maja 2009 r. we Wrocławiu i została pochowana na cmentarzu św. Rodziny we Wrocławiu.

## Odznaczenia
- Złoty Krzyż Zasługi[2]
- Krzyż Partyzancki[2]